# 日本善行会
一般社団法人日本善行会（にほんぜんこうかい）は、主にボランティア活動等の支援や推進、表彰事業を実施している団体。元内閣府所管。

## 概要
- 所在 - 東京都千代田区有楽町二丁目10番1号 東京交通会館内[2]
- 設立 - 1937年5月7日[2]
- 会長 - 勝野堅介[3]

## 日本善行会の表彰制度
- 春季善行表彰 - 青少年善行表彰、緊急時貢献表彰、国際貢献表彰及び外国人善行表彰[4]
- 秋季善行表彰 - 成人善行表彰（善行銅章表彰）[4]
- 特別表彰 - 善行金章表彰・善行銀章表彰[4]

※主な表彰記章に、善行金章、善行銀章、善行銅章、善行章がある。
支部の推薦により、表彰が決定される。

## 事業目的
- 善行をたたえて表彰すること[2]
- 善行活動を実践すること 春の交通安全折鶴運動、秋の交通安全折鶴運動、福祉施設等での芸能奉仕活動等[2]
- 善行精神の高揚を図ること[2]
- 機関紙の発行による広報・啓発活動 毎月1日機関紙「明るいニュースの発行」[2]

## 沿革
- 1937年（昭和12年）5月7日 - 初代理事長・伊藤辰男により設立
- 1939年（昭和14年）4月 - 公爵・一条実孝が初代会長に就任
- 1949年（昭和24年）8月 - 社団法人組織となる。東京都知事・安井誠一郎が会長に就任
- 1961年（昭和36年）8月 - 東京都知事・東龍太郎が会長に就任
- 1965年（昭和40年）4月 - 総理府所管となる。日本商工会議所会頭・足立正が会長に就任
- 1972年（昭和47年）10月 - 日本赤十字社社長・東龍太郎が会長に再任
- 1973年（昭和48年）1月 - 社団法人日本善行会と改称
- 1983年（昭和58年）7月 - 日本赤十字社社長・林敬三が会長に就任
- 1990年（平成2年）7月 - 東京都知事・鈴木俊一が会長に就任
- 2001年（平成13年）1月 - 内閣府所管となる
- 2004年（平成16年）7月 - 川村皓章が会長に就任
- 2012年（平成24年）11月 - 藤田耕三が会長に就任
- 2014年（平成26年）4月1日 - 一般社団法人日本善行会と改称
- 2018年（平成30年）3月20日 - 勝野堅介が会長に就任

以上は、公式サイトの概要ページに基づく。

## 活動内容
戦前に設立された当初は、善行青少年の表彰、善行児童の実話集、機関誌「まこと」の発行、清掃美化、働く女性を対象とした人づくり活動などを実施していた。
戦後間もない時点では、青少年の健全化を目標に掲げ、無駄遣いをなくす運動、清掃美化活動、ヒロポン追放、こども銀行、善行作文、各種標語の募集、英会話、しつけの研究会、巡回子ども会などを行った。
1951年（昭和26年）頃は、善行表彰の他に、無駄をなくす運動、清掃美化活動、蚊と蠅をなくす運動、花いっぱい運動、親切運動、感謝運動、自然と文化財を守る運動、愛の折鶴運動などを展開した。
1967年（昭和42年）4月、青少年健全育成活動を強化し、千葉県銚子市に青少年研修所を設置（1980年9月に閉鎖）。
1976年（昭和51年）10月、福祉増進活動の強化に伴い、芸能奉仕グループを結成し、社会福祉施設等への慰問活動を始めた。
1998年（平成10年）4月、芸能奉仕グループを「善行芸能・福祉奉仕団」として会の正式な機関に位置づけた。
2001年（平成13年）1月、21世紀に入ったのを契機として、善行表彰を通常表彰と特別表彰に改めて実施。